# Zak Starkey
Zak Starkey (Londen, 13 september 1965) is sinds 1996 de drummer van de Britse rockband The Who. Verder heeft hij gewerkt met acts als Oasis, Johnny Marr, Icicle Works, the Waterboys, ASAP, en the Lightning Seeds.
Hij is de eerste zoon van Ringo Starr (echte naam: Richard Starkey) en diens eerste vrouw, Maureen Cox.

## Jeugd en vroege muziekcarrière
Starkey kreeg van zijn vader zijn eerste startersdrumstel, hoewel vaak wordt gezegd dat dit aan hem gegeven werd door zijn idool, Keith Moon van The Who. Moon gaf hem daarentegen wél zijn eerste professionele drumstel, eentje dat Moon zelf ook gebruikt had met The Who, en een paar drumlessen.
Toen hij een jaar of acht was, raakte Starkey geïnteresseerd in muziek. Op zijn tiende begon hij zichzelf te leren drummen, nadat hij slechts één les had gekregen van zijn bekende vader, die nadrukkelijk niét wilde dat zijn zoon in zijn voetsporen zou treden. Hoewel Ringo de onontkoombare vaardigheden en dito talenten van zijn zoon prijst, zei hij dat hij Zak altijd had gezien als een advocaat of dokter en niet als een drummer zoals hijzelf.
Op twaalfjarige leeftijd trad Starkey al op in pubs met een band. In zijn tienerjaren was Starkey een lid van de garageband The Next. Later werkte hij ook met de opnieuw bijeengekomen Spencer Davis Group. In 1985, kort nadat hij trouwde, gaf Starkey een muzikale versie van The Wind in the Willows (met Eddie Hardin) uit.
Op 7 september 1985, een week voor zijn twintigste verjaardag, werd zijn dochter geboren. Door dit feit werd zijn vader, Ringo Starr, als eerste van de vier Beatles, grootvader. Starkey verloor in 1994 zijn moeder aan de gevolgen van leukemie, ondanks beenmergtransplantaties met hemzelf als donor.

## Huidige carrière

### The Who (1996-heden)
In 1996 verliet Starkey zijn band Face om een jeugddroom in vervulling te laten gaan: hij werd drummer bij The Who. Critici prezen hem als een ijzersterke drummer, die niet expliciet Keith Moon nadeed. Starkey is fulltime drummer voor The Who sinds hun "Quadrophenia"-tour van 1996. Zowel Townshend als Daltrey noemden hem de beste drummer van The Who sinds de dood van hun originele drummer (Keith Moon). Hij voorzag de band van drumtracks op één nummer van The Who's album "Endless Wire" (2006) en de twee nieuwe nummers op "The Who: Then and Now". Hij kon echter niet met The Who de single "Wire & Glass" opnemen, omdat hij op tournee was met Oasis. Wel ging hij daarna (in 2006-2007) op tournee met The Who.
Volgens Pete Townshends officiële website werd Starkey uitgenodigd om volwaardig lid te worden van The Who. Hij weigerde echter:

Some of you may have noticed in one of my recent diary postings that I welcomed Zak into the Who as a permanent member. This is something he doesn't feel he needs or wants. Let's just say that the door is always open to this amazing musician, and - whenever we can - we will always try to make it possible for Zak to work with the Who in the future.

(Sommigen van jullie hebben misschien gemerkt in mijn e-dagboek dat ik Zak heb uitgenodigd permanent lid te worden van The Who. Dit is iets waarvan hij zegt dat hij het niet per se nodig heeft of wil. Laten we gewoon zeggen dat de deur altijd open zal staan voor deze uitstekende musicus en dat we - in de mate van het mogelijke - altijd zullen proberen hem in staat te stellen in de toekomst met The Who te werken.)

Op 30 maart 2010 speelde Starkey met The Who gedurende een live-uitvoering van hun rockopera Quadrophenia in de Royal Albert Hall. Later dat jaar, op 7 juli 2010, speelde Zak ter gelegenheid van de zeventigste verjaardag van zijn vader onder meer de nummers "With a little help from my friends" en "Give peace a chance", met zijn vader en talloze andere gastmuzikanten, waaronder Yoko Ono, Nils Lofgren en Jeff Lynne, op Starrs verjaardagsfeest in de Radio City Music Hall in New York.

### Oasis (2004 - 2008)
In 2004 sloot Starkey zich aan bij de Britpopgroep Oasis. Hier moest hij drummer Alan White's vertrek na bijna tien jaar opvangen. In mei 2005 gaf Noel Gallagher te kennen aan de BBC dat Starkey in maart-december 2004 mee heeft gedrumd tijdens de opnames voor hun nieuwe album "Don't Believe The Truth". In een officiële promotievideo voor het album gaf hij commentaar over de band en de jamsessies: "Het was geweldig. Ze zijn allemaal zangers, ze zijn allemaal gitaristen, ze zijn allemaal songwriters, ze zijn allemaal producers... en ze zijn allemaal verdomme drummers!"
Starkey nam deel in elke show van Oasis' wereldtournee van 2005/2006 en verscheen eveneens in de promotievideo's voor de singles. Desalniettemin, omdat hij nog geen officieel lid van de band is, verschijnt Starkey zelden met de rest van de band bij promotionele activiteiten als interviews en fotoshoots.
Na het eind van de tournee in april 2006 bevestigde Noel Gallagher dat Zak Starkey uitgenodigd was om Oasis' officiële drummer te worden, maar dat dat voorlopig nog niet kon omdat hij nog verplichtingen aan The Who had tot midden-2007 (wereldtournee). Gallagher zei ook dat hij aanvoelde dat Starkey een sterke emotionele band had met The Who en dat hij deze band dan ook niet geheel zou verlaten. Daarbij voegde hij ook nog eens dat hij tevreden was over de manier waarop Starkey omgaat met het spelen in twee verschillende bands.
In 2008 verliet Starkey de band wegens persoonlijke omstandigheden. Hij werd opgevolgd door Chris Sharrock.

### Andere bands
Naast The Who en Oasis is Zak Starkey altijd doorgegaan met het werken met andere acts, waaronder een tournee met The Lightning Seeds. In 2000 was Starkey een van de oorspronkelijke leden van Johnny Marr & The Healers, die drie jaar later debuteerden met "Boomslang".

## Trivia
- Het is interessant om op te merken dat The Beatles een van Oasis' grootste invloeden zijn. Zaks vader Ringo vindt Oasis erg goed en hij zei dat hij ze nu nóg beter vond, nu zijn getalenteerde zoon bij hen drumde. Ringo zou ook de Brit Award aan Oasis overhandigen, maar was op dat moment verhinderd.

- Bibsys: 7015100
- Bibliothèque nationale de France: cb13997059b (data)
- Gemeinsame Normdatei: 134718909
- International Standard Name Identifier: 0000 0000 5831 2489
- Library of Congress Control Number: n2019007683
- MusicBrainz: fa6d1fab-dc90-4e76-bdf9-28e06d1010ff
- Nationale Bibliotheek van Tsjechië: xx0098280
- Nationale Bibliotheek van Israël: 987007400523905171
- Virtual International Authority File: 37112064
- WorldCat: E39PBJrRhVYv3Bpmg4GjQBm8G3